# 巴拿马萨尔
巴拿马萨尔是1957年美国音乐喜剧电影，由威廉·威特尼执导，由阿诺德·比尔加德编写。 影片主演埃琳娜·韦尔杜戈，埃德·凯默，卡洛斯·里瓦斯，哈里·杰克逊，乔·弗林和克里斯汀·怀特。这部电影于1957年10月18日由共和国制片发行。

## 情节
三名富有的美国花花公子和好朋友飞往南美洲进行最后一次投掷，其中一人丹尼斯即将结婚。他的未婚妻帕特里夏利用这段时间飞往法国，穿上由亨利·莫里设计的婚纱。
飞机耗尽燃料，在巴拿马的野外迫降。在那里，三个男人偶然遇到了一位歌手，美丽的萨尔·里根，他立即抓住了丹尼斯的全神贯注的注意力。自称是音乐制作人，丹尼斯邀请她和他一起回到洛杉矶。尽管这让曼努埃尔·奥特斯戈（一个爱她的嫉妒男人）感到不安，但萨尔决定用一枚硬币来解决问题。 丹尼斯获胜。
藏身于酒店坐落在比佛利山庄的公寓内，萨尔享受着这次旅行，直到丹尼斯试图重塑她的整个形象，包括衣柜和化妆，让它变得柔和。安排了一个夜总会的唱歌日期，这个消息传到了帕特里夏的国外，帕特里夏愤怒地开始与莫里一起浪漫地玩耍。
奥特尔戈前往加利福尼亚州要求萨尔回到巴拿马并与丹尼斯面对面，丹尼斯提出了另一个赌注，他有两周时间让她成为明星。帕特里夏也出现并宣布自己即将嫁给丹尼斯，只是为了惹恼萨尔。不过，最后，萨尔的首演音乐表演是一种感觉，她和丹尼斯最终恋爱了。

## 演员阵容
- 埃琳娜·韦尔杜戈饰萨尔·里根
- 埃德·凯默饰丹尼斯·P.·丹尼斯
- 卡洛斯·里瓦斯饰曼努埃尔·奥特斯戈
- 哈里·杰克逊饰彼得·冯·弗里特二世
- 乔·弗林饰巴林顿·C.·阿什布鲁克
- 克里斯汀·怀特饰帕特里夏·谢尔顿
- 艾伯特·卡里尔饰莫里
- 何塞·冈萨雷斯-冈萨雷斯饰日工
- 比利·伯德饰女经理